# Roomnight
Die Roomnight (zu deutsch etwa Zimmernacht) ist eine Bezeichnung aus der Hotellerie und Tourismusbranche.
Sie spiegelt die Auslastung eines Hotels wider und dient somit der Hoteldirektion und den verbundenen Abteilungen als wichtiger Indikator. Eine Roomnight stellt demnach ein belegtes Hotelzimmer für eine Nacht dar (Im Gegensatz dazu gibt es die Kennzahl Bednight resp. zu deutsch Logiernacht, welche eine Übernachtung resp. ein belegtes Bett darstellt).
In einigen Hotels wird zudem die „Adult Roomnight“ erfasst: eine Person in einem belegten Hotelzimmer für eine' Nacht (Beispiel: 2 Personen schlafen für 1 Nacht in 1 Zimmer = 1 Roomnight oder 2 Adult Roomnights). Dies lässt eine erweiterte Auswertung der Hotelbelegung zu, da auch die durchschnittliche Personenzahl als Auswertungsfaktor einfließt.
Mit der Roomnight als Kennzahl lassen sich leicht Vergleiche zu Vorjahren aufstellen, da die über das Jahr gesehene Roomnight einen vergleichbaren Durchschnitt darstellt, ohne dabei auf saisonale Schwankungen zu achten. Ebenso lässt sich mit der Roomnight die durchschnittliche Belegung eines einzelnen Zimmers berechnen. Das größte Online-Buchung-Portal verkauft nach eigenen Angaben täglich weltweit über 1.500.000 Roomnights.

## Beispiele
- Ein Hotel mit 100 Zimmern kann bei maximaler Auslastung innerhalb von 2 Nächten insgesamt 200 Roomnights verkaufen. Wird ein Zimmer für 3 Nächte gebucht entspricht dies 3 Roomnights. Werden 2 Zimmer für je 3 Nächte gebucht entspricht dies 6 Roomnights.
- Ein Hotel mit 100 Zimmern erreicht 20.000 Roomnights pro Jahr = Jedes einzelne Zimmer war (im Durchschnitt) 200 Nächte im Jahr belegt (20.000 / 100).